# Художествена галерия „Иван Фунев“
Художествената галерия „Иван Фунев“ във Враца е създадена през 1956 г. В нейния фонд са събрани над 2000 творби – живопис, скулптура, графика и приложно изкуство. Наречена е на името на скулптора Иван Фунев, роден в село Горна Бешовица, община Мездра. Помещава се в сградата на Регионалния исторически музей във Враца.
Галерията притежава богата колекция от произведения на врачански художници – Иван Ангелов, Цено Тодоров, Борис Коцев, Пенчо Георгиев, Андрей Николов, Иван Фунев. Съхраняват се и произведения на Владимир Димитров – Майстора, Димитър Добрович, Иван Мърквичка, Никола Петров, Никола Танев, Димитър Казаков – Нерон, Васил Стоилов, Златю Бояджиев, Стоян Венев, Атанас Яранов, Любомир Минковски Александър Поплилов, Иван Тричков, Георги Павлов-Павлето.
В галерията се организират изложби, свързани с юбилеи на български художници, както и изложби, посветени на Ботевите дни.